# Aegviidu
Aegviidu (in tedesco Charlottenhof) era un comune rurale dell'Estonia settentrionale, nella contea di Harjumaa. Nel 2017 è stato inglobato nel comune rurale di Anija. 
Il comune coincideva interamente con il centro urbano dell'omonimo borgo (in estone alev). Viene citata per la prima volta col nome di Aegwid sulla carta della Livonia del 1796.